# Тверь (локомотивное депо)
Сервисное локомотивное депо Тверь (СЛД-06; в 1939—1999 ТЧ-3 Калинин Октябрьской железной дороги) — структурное подразделение Северо-западного филиала ООО «ЛокоТех-Сервис» — ремонтное локомотивное депо прямоугольного и круглого с поворотным кругом типов. Производит ремонт тяговых генераторов и вспомогательных электрических машин локомотивов в объёмах СР, КР,, а также все виды ремонта маневровых тепловозов ТЭМ1, ТЭМ2, ТЭМ3, ТЭМ18. Единственное полностью сохранившееся круговое депо Николаевской железной дороги (тем не менее, западная часть депо значительно перестроена).

## История
Круглое депо построено в 1851 году как основное депо Петербурго-Московской железной дороги, в комплексе которого так же были построены здания служебного корпуса, кирпичного склада, нефтеналивная станция, водонапорная башня. При закладке фундамента круглого депо использовалась белокаменная плита, которую добывали в Старицких каменоломнях Тверской губернии. При закладке здания круглого паровозного депо использовался труд московских каменотесов, плотников и каменщиков, работавших под руководством подрядчика Терлецкого, заключившего договор с Департаментом железных дорог в 1846 году. Над поворотным кругом был установлен железный купол, освещавшийся сверху фонарем (демонтирован в 1948 году).
Во второй половине XIX века, в ходе реконструкции хозяйства Николаевской железной дороги Главным обществом российских железных дорог, в депо были построены «большая сарайная» (стойло на 6 паровозов) и две «малые сарайные» (стойла на один паровоз).
31 мая 1919 года в депо по предложению Н. С. Лоцманенко и А. Н. Дешева прошел один из первых в стране коммунистических субботников, в котором приняли участие 128 железнодорожников.
В 1929 году депо Тверь закрыто как основное и использовалось как оборотное.
В 1930-е годы депо стало очагом стахановского движения. 12 февраля 1937 года за трудовые успехи Калининское паровозное депо было награждено переходящим Красным Знаменем Народного комиссариата путей сообщения.
В ходе боев Великой Отечественной войны зимой 1941 года депо сильно пострадало, но уже в феврале 1942 года возобновило свою работу, а также ремонтировало танки и машины для нужд армии. В годы войны отличились машинисты К. С. Луковкин, М. Г. Непряев, Н. А. Громов. Две калининские поездные бригады, возглавляемых машинистами Громовым и Алексеевым, на паровозе Эм 725-39 доставляли провизию, военную технику в блокадный Ленинград, вывозили раненых. За самоотверженный труд в годы Великой Отечественной войны, 24 ноября 1946 года коллективу паровозного депо станции Калинин было вручено на постоянное хранение Красное Знамя от наркома путей сообщения Л. М. Кагановича.
В 1952 году в депо был установлен новый поворотный круг системы Скворенко, изготовленный на Брянском механическом заводе «Красный Профинтерн» в 1930 году.
В послевоенные годы, по сравнению с довоенным временем, объемы перевозок на Октябрьской дороге значительно возросли, увеличивались скорости движения, веса поездов, обновлялся парк локомотивов. На участке Калинин — Ховрино эксплуатировались паровозы Л, на участке Калинин — Ленинград — СО, а в пассажирском движении — П-36. Коллектив депо столкнулся с трудностями, не успевая выполнять по графику подъемочный ремонт паровозов СО. Руководство локомотивной службы дороги направило в Калинин бригаду инженеров, которая разработала для депо новый технологический процесс работы, предусматривавший поузловой метод ремонта, формирование задела узлов в заготовительном цехе, совершенствование работы механического цеха. Заместитель начальника отдела ремонта службы тяги А. Ю. Лянда, назначенный главным инженером депо, совместно с начальником депо Г. А. Трапезниковым и заместителем начальника депо по ремонту В. С. Ивановым внедрили эту технологию на предприятии, и уже в скором времени депо Калинин добилось ритмичного выхода паровозов из ремонта, а затем — сокращения срока подъемочного ремонта с 4 до 3,5 суток.
После завершения электрификации Главного хода Октябрьской железной дороги в 1962 году, в депо начался переход на электротягу. В 1963 году в парк депо поступают первые электровозы ВЛ23 и электросекции  СР3 и  СМ3. Электросекции С обслуживали маршруты Калинин — Клин, Калинин — Спирово, Калинин — Торжок, Калинин — Бологое-Московское. Магистральные паровозы приходили на ремонт до конца 1970-х, а отдельные паровозы Эм продолжали оставаться в парке депо и использовались в маневровой работе вплоть до конца 1980-х. Завершение паровозной эпохи потребовало изменений в работе депо, реконструкции цехов. Начальнику депо В. И. Васильеву удалось не только перестроить работу депо, но и расширить площади цехов почти в 1,5 раза.
В 1982-83 годах, в связи с передачей плеч обслуживания пригородных поездов в депо Москва-Октябрьская, все калининские электросекции С передавались в другие депо, либо списывались. В результате маршрут Калинин — Клин был отменён, а депо лишилось всего моторвагонного подвижного состава.
В 1984 году был открыт музей истории локомотивного депо.
В 1988 году в бывшем цехе электросекций был пущен электромашинный цех, в котором производится ремонт тяговых двигателей тепловозов, электровозов и вспомогательных машин, а также асинхронных двигателей
В 1996 году в депо были списаны последние электровозы ВЛ23.
В 2005 году депо было признано лучшим из предприятий Московского отделения Октябрьской железной дороги, коллектив депо занял 1 место в сетевом соревновании за 4 квартал 2006 года и получил наибольшее количество премий из фонда индивидуального премирования. В качестве признания трудовых достижений коллектива, первые поступившие на Октябрьскую дорогу 5 тепловозов ТЭМ-18Д были направлены в парк депо.
В сентябре — ноябре 2006 года поворотный круг, установленный в 1952 году, был заменен на новый производства машиностроительного завода «1-е Мая» (Киров).
В 2009 году депо было реорганизовано в ремонтное и вошло в состав Октябрьской дирекции по ремонту тягового подвижного состава, цеха эксплуатации переданы в ТЧЭ-1 и ТЧ-6, весь приписной парк (около 90 тепловозов ТЭМ) в связи с разделением передан в ТЧ-4 Бологое.
В 2010 году депо стало базовым предприятием Октябрьской дороги по ремонту тяговых двигателей локомотивов.
1 июля 2014 года на основании приказа №44 от 30.06.2014 депо (за исключением участка по обслуживания приборов безопасности и контроля) было передано в управление ООО «ТМХ-Сервис», дочернему предприятию Трансмашхолдинга. За сменой хозяйствующего субъекта последовало снижение номинальной заработной платы и процента премии, отмена социальных льгот и гарантий, ухудшение условий труда, нехватке инструмента, что в конечном итоге привело к оттоку высококвалифицированных кадров и снижению качества ремонта. В этой связи, в конце 2015 года работники депо направили коллективные обращения в Правительство, Государственную думу и другие органы исполнительной власти, однако значимой реакции на них не последовало.

## Инфраструктура
Круглое депо рассчитано на 22 стойла. К настоящему времени пути сохранились только в семи — 1-м, 12-м, 16-м, 19-м, 20-м, 21-м и 22-м (историческая нумерация сохранена), в остальных располагаются вспомогательные цеха и отделения. Диаметр поворотного круга составляет 25 метров. В депо также имеется поворотный треугольник.
Электромашинный цех депо длиной 150 метров имеет два пути, вмещающие по 6 секций. 
На производственной площадке депо работают цеха эксплуатации локомотивного депо Москва-Октябрьская и моторвагонного депо Крюково, а также производственный участок Октябрьской дирекции по ремонту тягового подвижного состава.

## Производственная деятельность
Депо производит ремонт электродвигателей, в том числе асинхронных, тяговых генераторов и вспомогательных электрических машин локомотивов в объёмах среднего (СР) и капитального (КР) ремонтов, а также ремонт маневровых тепловозов ТЭМ1, ТЭМ2, ТЭМ3, ТЭМ18 всех индексов в объемах текущего малого периодического (ТР-1) и текущего большого периодического (ТР-2) ремонтов.
В первом квартале 2014 года текущий большой ремонт ТР-2 был проведен 13 тепловозам (на один больше плана), текущий малый периодический ремонт (ТР-1) — 19 тепловозам (на 1 больше плана). Отремонтировано 172 тяговых электродвигателя. Производительность труда в цехе ремонта тепловозов составила 109 % к плану, в цехе капитального ремонта тяговых электродвигателей — 108 %. Ежегодный выпуск из ремонта тяговых электродвигателей составляет более 700.
Депо обслуживает Московскую, Калининградскую, Горьковскую железные дороги, а также частные предприятия, среди которых ООО «Транспорт», ООО «Промтепловоз», ООО «Балттранссервис», ООО «Траспол», ОАО «Ленинградсланец», ООО «Порт Выборгский» и другие.

## Исторические тяговые плечи
В период 1850-х — 1920-х гг. депо обслуживало пассажирские и грузовые перевозки на паровозной тяге на плечах:
- Тверь — Клин (77,6 км)
- Тверь — Спирово (85,2 км)
- Тверь — Торжок (75,5 км)

В 1920-х — 1960-х гг. депо обслуживало грузовые перевозки на паровозной тяге на плечах:
- Калинин — Ховрино (148,2 км)
- Калинин — Бологое-Московское (163,5 км)
- Калинин — Торжок (75,5 км)
- Калинин — Васильевский Мох (22,8 км)

Электрификация главного хода дороги перевела грузовую работу на этих плечах (кроме плеча Калинин — Васильевский Мох) на электровозную тягу; плечо Калинин — Васильевский Мох в конце 1980-х было переведено с паровозной на тепловозную тягу.
В 1960-х — 1980-х гг. депо обслуживало пригородные пассажирские перевозки на моторвагонной электротяге на плечах:
- Калинин — Клин (77,6 км)
- Калинин — Бологое (163,5 км)
- Калинин — Торжок (75,5 км)

## Исторический подвижной состав
В разные периоды времени, приписной парк депо включал:
- Паровозы Н, Ов, 9П, Эм;
- Электросекции СМ3, СР3;
- Электровозы ВЛ23;
- Маневровые тепловозы ЧМЭ3, ТГМ23, ТЭМ1, ТЭМ2, ТЭМ3, ТЭМ18 и др.

Так, паровозы Эм состояли в парке до 1988 года, электросекции С — до 1983 года. В 2006 году (до передачи подвижного состава) приписной парк депо состоял из тепловозов: ТГМ23В (2 шт.), ТЭМ2 (71 шт.), ТЭМ2УМ (1 шт.), ЧМЭ3 (1 шт.).

## Знаменитые люди депо
- Егорченко, Валентин Филиппович — генерал-директор тяги 3-го ранга, доктор технических наук, профессор, один из основоположников научной школы теории тяги поездов — с 1913 года работал машинистом в депо Тверь.
- Виролайнен, Вольдемар Матвеевич — генерал-директор тяги 3-го ранга (1943), депутат Верховного Совета СССР 1 и 2 созывов — начальник депо в феврале — декабре 1931 года.
- Смирнов, Алексей Семёнович — лётчик-ас, дважды Герой Советского Союза (1943, 1945) — работал слесарем в депо с 1935 по 1938 год.

## Начальники депо
- Малашкевич, Глеб Викторович (1970—1978)
- Васильев, Владимир Иванович (1978—1993);
- Макаров, Леонид Николаевич (1993—2004);
- Саперов, Алексей Васильевич (2004—2010);
- Алексеев, Геннадий Андреевич (2011—2013);
- Лозгачев, Олег Федорович (с 2014—2016);
- Раитин, Евгений Александрович (2016 по н.в.)

## Коллектив депо
Коллектив депо насчитывает 209 человек (2014). На предприятии работают представители трудовых династий Козяковых, Рогожкиных, Куляшовых.